# Seleção Letã de Basquetebol
A Seleção Letã de Basquetebol é a equipe que representa a Letónia em competições internacionais. É gerida pela Federação Letã de Basquetebol (Letã: Latvijas Basketbola Savienība) fundada em 1923 e co-fundadora da FIBA em 1932.
O basquetebol letão esteve ligado ao basquetebol soviético durante o período que o país báltico esteve anexado por Moscovo, com a Dissolução da União Soviética voltou a disputar competições internacionais como Letónia em 1992.
Na primeira edição do EuroBasket em 1935 a Letónia sagrou-se o primeiro campeão europeu de seleções.

## Ligações Externas
- Sítio da Federação Letã de Basquetebol